# Garrucha (Almería)
Garrucha es una localidad y municipio español situado en la parte oriental de la comarca del Levante Almeriense, en la provincia de Almería, comunidad autónoma de Andalucía. A orillas del mar Mediterráneo, este municipio limita con los de Vera y Mojácar. Por su término discurre el río Antas.
Se encuentra a 91 km de la capital de provincia, Almería, a 144 de Murcia, a 202 de Granada y a 217 de Alicante.
Su famosa gamba roja es conocida en toda España; se pesca en los caladeros del distrito marítimo de Garrucha que llegan desde el límite con la Región de Murcia hasta el parque natural de Cabo de Gata, donde se engloban los dos puertos de Villaricos (Esperanza y La Balsica), el puerto de Garrucha (donde se encuentra capitanía marítima) y el puerto de Carboneras.

## Toponimia
Es posible que, durante época musulmana, el lugar fuera conocido como Almoraic. El nombre actual, Garrucha, podría derivarse del íbero garr-utx-a, con significado de las peñas quemadas.

## Naturaleza

### ZEIPIM Fondos Marinos del Levante Almeriense
La Zona Especialmente Protegida de Importancia para el Mediterráneo (ZEIPIM) de Fondos Marinos del Levante Almeriense consiste en una amplia banda litoral de 50 km de largo frente a la costa de Garrucha y otros municipios costeros del Levante Almeriense. Se caracteriza por la naturalidad de sus ricos y diversos fondos marinos, con importante presencia de las praderas de posidonia oceánica más extensas del sur de España y la existencia de tortuga boba.

## Historia
Si hasta el primer tercio del siglo XIX había sido una pequeña población de pescadores, durante el esplendor minero y metalúrgico de la explotación de galena argentífera de sierra Almagrera, en Cuevas del Almanzora, Garrucha se convirtió en el puerto y aduana de primera clase por el que se producía el comercio del metal así como la recepción de las materiales necesarios para las infraestructuras extractivas y de transformación. El transporte se hacía desde barcos de pesca hasta los navíos que fondeaban algo más alejados de la costa. De 1841 data la Fundición San Ramón, cuya chimenea todavía puede observarse, propiedad de los socios de la mina Observación, una de las cinco minas ricas de sierra Almagrera, cuyo principal accionista era el destacado empresario y después político veratense Ramón Orozco. Otras fundiciones en Garrucha fueron La Española de Sucesores de Ignacio Figueroa y cía. y San Jacinto (1860) del empresario Jacinto María Anglada. Las fundiciones Madrileña (Palomares) y Esperanza (Villaricos) se consideraban dentro del llamado distrito de Garrucha. A mediados de siglo, pese a la existencia de numerosas fundiciones, aún se seguía enviando mineral a las modernas fundiciones de Adra, siendo en 1856 Marsella el principal destino de las exportaciones del puerto de Garrucha. De 1850 a 1860 pasó de 1.200 a más de 2.000 habitantes. En 1858 se constituyó como municipio independiente, segregándose de Vera. En 1875, el país de destino principal para las exportaciones por el puerto de Garrucha fue el Reino Unido.
En 1930 el alcalde Federico Moldenhauer Murphy logra que se autorice la construcción del puerto de Garrucha. En la actualidad la pesca, sobre todo de la gamba roja, y el puerto de Garrucha por el que se exporta el yeso de las minas de Sorbas, son importantes generadores de riqueza y empleo. Además, desde finales del XX, Garrucha es un pequeño núcleo turístico de la Costa de Almería. En 1994 se produjo el deslinde de los terrenos del término municipal de Garrucha.

## Geografía humana

### Organización territorial
El municipio carece de cualquier otro núcleo de población.

### Demografía
Cuenta con una población de 10 603 habitantes (INE 2024).

Imagen panorámica de la playa de Garrucha

| Gráfica de evolución demográfica de Garrucha entre 1860 y 2021 |
| |
| Población de derecho según los censos de población del INE. Población de hecho según los censos de población del INE.Entre el censo de 1860 y el anterior, aparece este municipio porque se segrega del municipio Vera. |

| Nacionalidad | Hombres | Mujeres | Total | %      | Proporción |
| ------------ | ------- | ------- | ----- | ------ | ---------- |
| Española     | 3710    | 3567    | 7277  | 72.5 % |            |
| Extranjera   | 1621    | 1129    | 2750  | 27.4 % |            |

### Economía
La gamba roja (Aristeus antennatus) representa el 70% de las ventas de la lonja de Garrucha. La cofradía de pescadores de la lonja de Garrucha es propietaria de la marca "Gamba Roja de Garrucha".

#### Evolución de la deuda viva municipal
El concepto de deuda viva contempla sólo las deudas con cajas y bancos relativas a créditos financieros, valores de renta fija y préstamos o créditos transferidos a terceros, excluyéndose, por tanto, la deuda comercial.
| Gráfica de evolución de la deuda viva del Ayuntamiento de Garrucha entre 2008 y 2022                |
| |
| Deuda viva del Ayuntamiento de Garrucha, en miles de euros, según datos del Ministerio de Hacienda. |

## Política
Los resultados en Garrucha de las últimas elecciones municipales, celebradas en mayo de 2023, son:
| Elecciones Municipales - Garrucha (2023) | Elecciones Municipales - Garrucha (2023) | Elecciones Municipales - Garrucha (2023)  | Elecciones Municipales - Garrucha (2023) | Elecciones Municipales - Garrucha (2023) | Elecciones Municipales - Garrucha (2023) | Elecciones Municipales - Garrucha (2023) |
| Partido político                         | Partido político                         | Partido político                          | Candidato/a                              | Votos                                    | %Válidos                                 | Concejales                               |
| ---------------------------------------- | ---------------------------------------- | ----------------------------------------- | ---------------------------------------- | ---------------------------------------- | ---------------------------------------- | ---------------------------------------- |
|                                          | Logotipo del PSOE                        | Partido Socialista Obrero Español (PSOE)  | María López                              | 1.656                                    | 39,76%                                   | 7/17                                     |
|                                          | Logo del PP (2022)                       | Partido Popular (PP)                      | Pedro Zamora                             | 1.159                                    | 37,19%                                   | 6/17                                     |
|                                          | Logo IULV-CA versión bocadillo           | Izquierda Unida-Con Andalucía (IU)        | Álvaro Ramos                             | 449                                      | 10,78%                                   | 2/17                                     |
|                                          | Logo de UCIN                             | Unión de Ciudadanos Independientes (UCIN) | José Antonio Granados                    | 245                                      | 5,88%                                    | 1/17                                     |
|                                          | VOX logo                                 | Vox (Vox)                                 | José Antonio Alonso                      | 228                                      | 5,47%                                    | 1/17                                     |

Tras la constitución de los nuevos ayuntamientos, a partir del 17 de junio de 2023 el alcalde de Garrucha es el candidato del Partido Popular: Pedro Zamora Segura, gracias a los apoyos en la sesión de investidura de los concejales de Izquierda Unida-Con Andalucía y Vox, obteniendo así la mayoría absoluta.

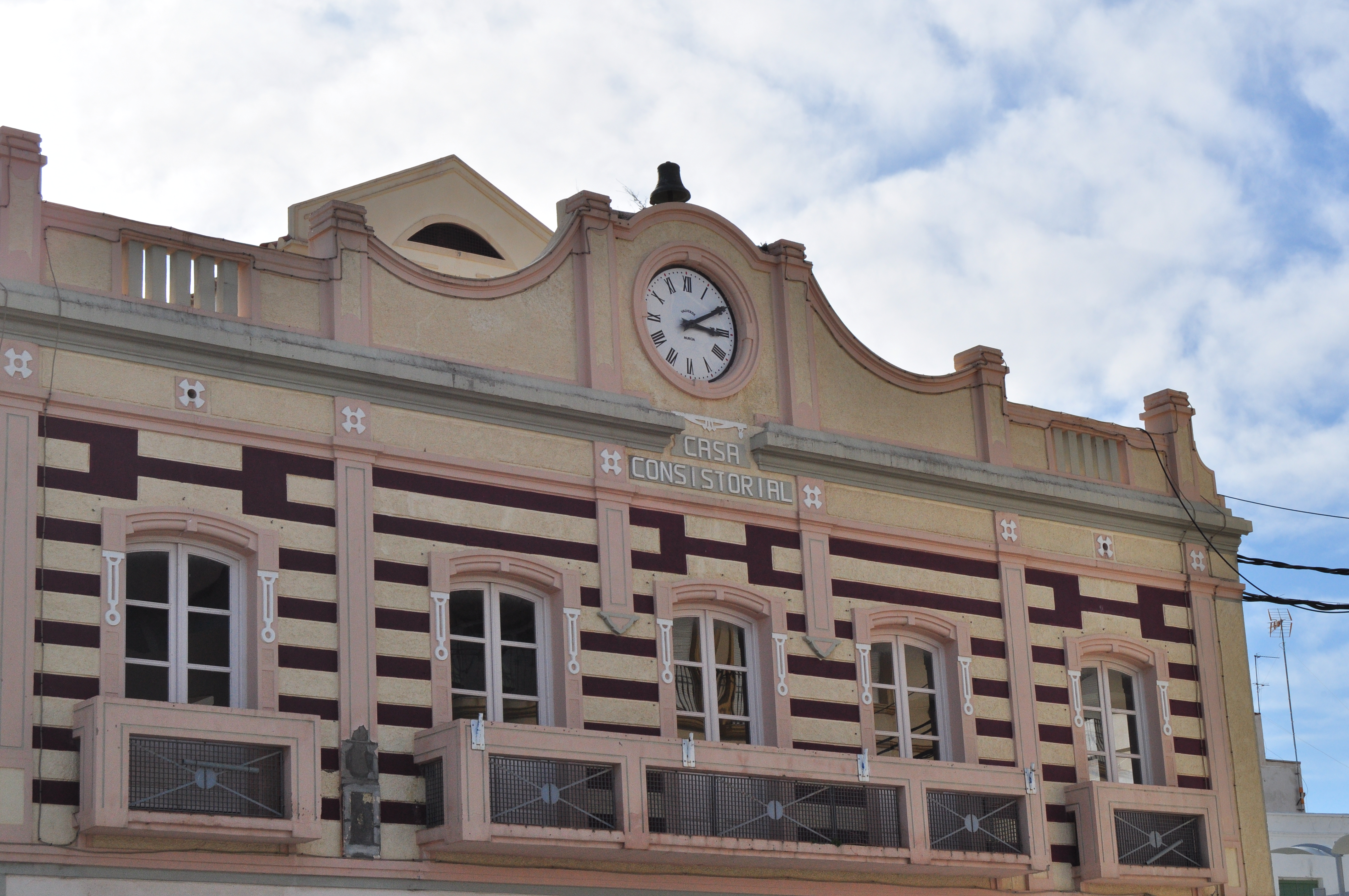
Ayuntamiento de Garrucha.

| Alcaldes de Garrucha desde las elecciones democráticas de 1979 | Alcaldes de Garrucha desde las elecciones democráticas de 1979 | Alcaldes de Garrucha desde las elecciones democráticas de 1979 | Alcaldes de Garrucha desde las elecciones democráticas de 1979 | Alcaldes de Garrucha desde las elecciones democráticas de 1979 |
| -------------------------------------------------------------- | -------------------------------------------------------------- | -------------------------------------------------------------- | -------------------------------------------------------------- | -------------------------------------------------------------- |
| Elecciones                                                     | Periodo                                                        | Alcalde/sa                                                     | Partido político                                               | Partido político                                               |
| 30/04/1979                                                     | 1979-1983                                                      | Adolfo Pérez López                                             |                                                                | Unión de Centro Democrático                                    |
| 08/05/1983                                                     | 1983-1987                                                      | Adolfo Pérez López                                             |                                                                | Partido Independiente de Almería                               |
| 10/06/1987                                                     | 1987-1991                                                      | Adolfo Pérez López                                             |                                                                | Unión Independiente de Garrucha                                |
| 26/05/1991                                                     | 1991-1995                                                      | Adolfo Pérez López                                             |                                                                | Unión Independiente de Garrucha                                |
| 28/05/1995                                                     | 1995-1999                                                      | Adolfo Pérez López                                             |                                                                | Partido Popular                                                |
| 13/06/1999                                                     | 1999-2003                                                      | Andrés Segura Soler                                            |                                                                | Partido Socialista Obrero Español                              |
| 25/05/2003                                                     | 2003-2007                                                      | Andrés Segura Soler                                            |                                                                | Partido Socialista Obrero Español                              |
| 27/05/2007                                                     | 2007-2011                                                      | Juan Francisco Fernández Martínez                              |                                                                | Partido Popular                                                |
| 22/05/2011                                                     | 2011-2015                                                      | Juan Francisco Fernández Martínez                              |                                                                | Partido Popular                                                |
| 24/05/2015                                                     | 2015-2019                                                      | María Antonia López Cervantes                                  |                                                                | Partido Socialista Obrero Español                              |
| 26/05/2019                                                     | 2019-2023                                                      | María Antonia López Cervantes                                  |                                                                | Partido Socialista Obrero Español                              |
| 28/05/2023                                                     | 2023-actualidad                                                | Pedro Zamora Segura                                            |                                                                | Partido Popular                                                |

## Servicios públicos

### Educación
En el municipio hay dos centros de educación infantil y primaria: el CEIP Ex Mari Orta y el CEIP Hispanidad. También hay un centro de educación secundaria, el IES Mediterráneo, que ofrece enseñanzas de educación secundaria obligatoria y bachillerato a los alumnos del municipio.
| Centro educativo                                      | Oferta educativa                                                                                                   |
| ----------------------------------------------------- | --- |
| Escuela de educación infantil Bambi                   | Educación infantil (1er ciclo)                                                                                     |
| Escuela infantil La Sirenita                          | Educación infantil (1er ciclo)                                                                                     |
| Colegio de educación infantil y primaria Ex Mari Orta | Educación infantil (2.º ciclo) Educación primaria Educación Básica Especial                                        |
| Colegio de educación infantil y primaria Hispanidad   | Educación infantil (2.º ciclo) Educación primaria Educación básica especial                                        |
| Instituto de educación secundaria Mediterráneo        | Educación secundaria Obligatoria Bachillerato - Humanidades y Ciencias Sociales - Ciencias - Ciencias y Tecnología |

### Sanidad
Está dotada del centro de salud Garrucha. Tiene como referencia el Hospital La Inmaculada de Huércal-Overa.

## Cultura

### Patrimonio
Es Bien de Interés Cultural:
- Castillo de las Escobetas

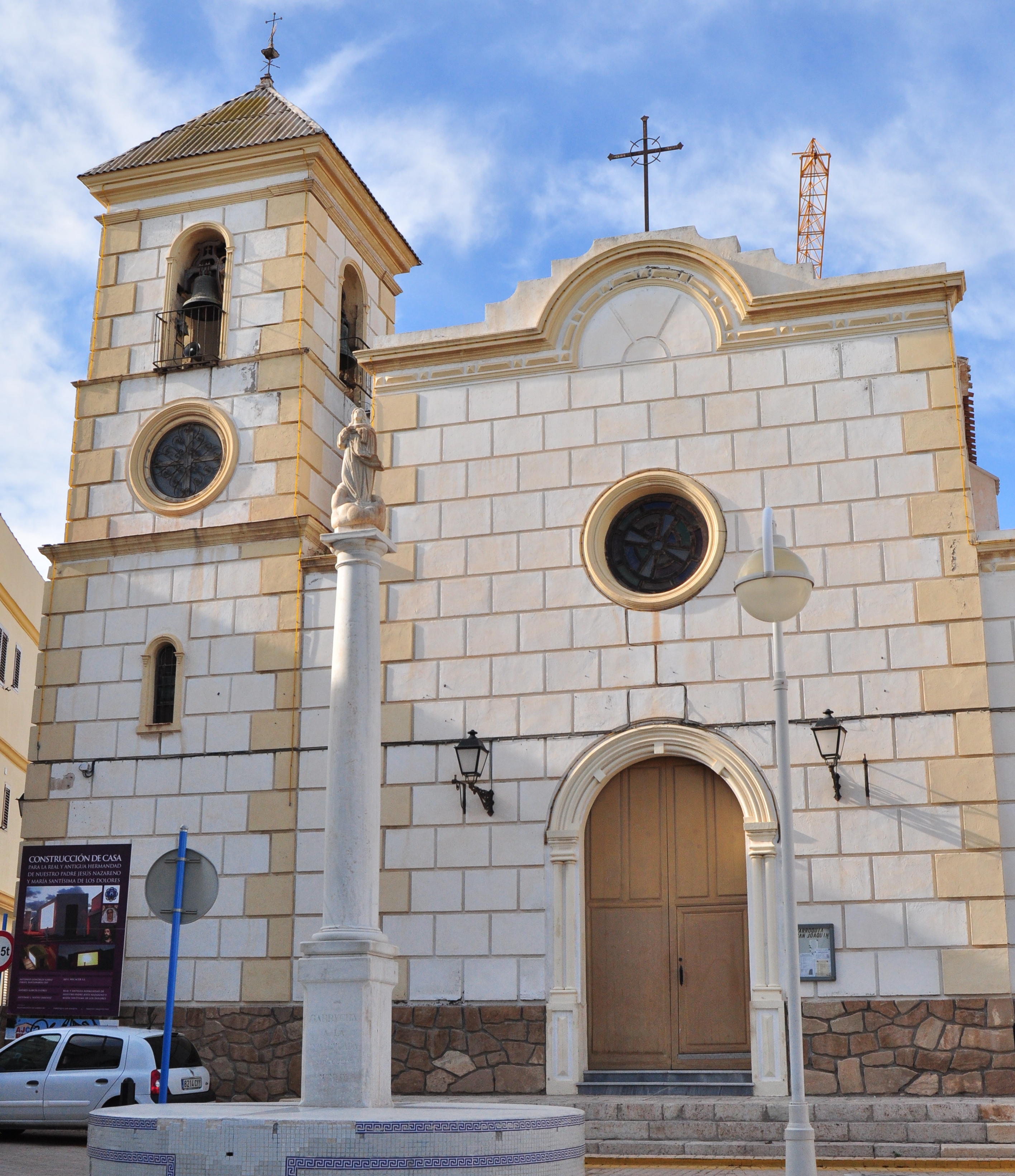
Iglesia parroquial de San Joaquín (1871)

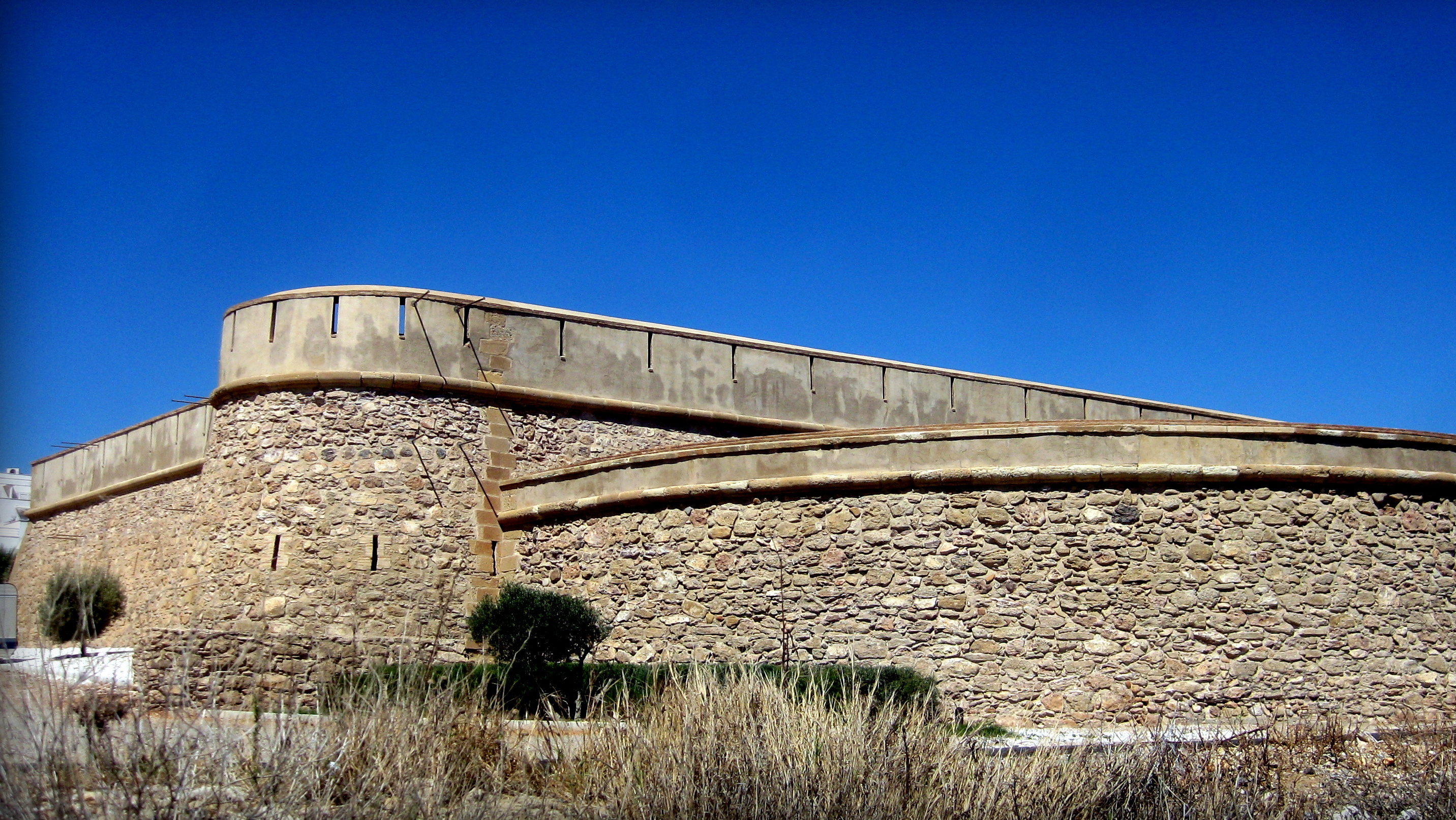
Castillo de las Escobetas

Además se puede reseñar como patrimonio de la época del esplendor minero y metalúrgico del siglo XIX:
- Fundición San Ramón, que forma parte del Patrimonio de Fundiciones del Levante Almeriense
- Iglesia parroquial de San Joaquín (1871)
- Cementerio San Joaquín[21]

Se puede destacar asimismo:
- El Ayuntamiento, construido sobre el antiguo alfolí o depósito de sal.
- Ermita del Carmen.
- Lonja y subastas de pescado.
- Paseo marítimo.
- Monumento al pescador.
- Castillo de Jesús Nazareno Paciente.
- Estatua de la Virgen del Carmen.
- Monumento al Emigrante.
- Puerta de la casa hermandad de Ntro. Padre Jesús Nazareno y Mª Santísima de los Dolores